# Warriors All-Stars
Warriors All-Stars (無双☆スターズ, Musō Stars) est un jeu vidéo de type hack 'n' slash développé par Omega Force et édité par Koei Tecmo Games, sorti en 2017 sur Windows, PlayStation 4 et PlayStation Vita.

## Accueil
- Jeuxvideo.com : 13/20[1]